# Otto Hoffman
Otto Hoffman (New York, 2 maggio 1879 – Los Angeles, 23 giugno 1944) è stato un attore statunitense; noto caratterista del cinema muto fu, occasionalmente, anche sceneggiatore e regista.

## Filmografia
- The White Terror, regia di Stuart Paton (1915)
- Billy's College Job, regia di Sidney M. Goldin - cortometraggio (1915)
- The Son of His Father, regia di Victor Schertzinger (1917)
- The Family Skeleton, regia di Victor Schertzinger e Jerome Storm (1918)
- His Own Home Town, regia di Victor Schertzinger (1918)
- The Kaiser's Shadow, regia di R. William Neill (1918)
- A Nine O'Clock Town, regia di Victor Schertzinger (1918)
- String Beans, regia di Victor Schertzinger (1918)
- The Sheriff's Son, regia di Victor Schertzinger (1919)
- Il fulmine di Piperville (Greased Lightning), regia di Jerome Storm (1919)
- The Busher, regia di Jerome Storm (1919)
- The Haunted Bedroom, regia di Fred Niblo (1919)
- The City of Comrades, regia di Harry Beaumont (1919)
- The Egg Crate Wallop, regia di Jerome Storm (1919)
- Crooked Straight, regia di Jerome Storm (1919)
- Behind the Door, regia di Irvin Willat (1919)
- Homer Comes Home, regia di Jerome Storm (1920)
- The Great Accident, regia di Harry Beaumont (1920)
- Paris Green, regia di Jerome Storm (1920)
- It's a Great Life, regia di E. Mason Hopper (1920)
- Stop Thief, regia di Harry Beaumont (1920)
- The Jailbird, regia di Lloyd Ingraham (1920)
- Just Out of College, regia di Alfred E. Green (1920)
- Silk Hosiery, regia di Fred Niblo (1920)
- Bunty Pulls the Strings, regia di Reginald Barker (1921)
- Il codardo (The Bronze Bell), regia di James W. Horne  (1921)
- Who Am I?, regia di Henry Kolker (1921)
- Passing Through, regia di William A. Seiter (1921)
- The Devil Within, regia di Bernard J. Durning (1921)
- Whatever She Wants, regia di C.R. Wallace (1921)
- Pardon My Nerve!, regia di Reeves Eason  (1922)
- Boy Crazy, regia di William A. Seiter (1922)
- Gas, Oil and Water, regia di Charles Ray (1922)
- Very Truly Yours, regia di Harry Beaumont (1922)
- Mr. Barnes of New York, regia di Victor Schertzinger (1922)
- Bimba per cinque dollari (The $5 Baby), regia di Harry Beaumont (1922)
- Trimmed, regia di Harry A. Pollard (1922)
- The New Teacher, regia di Joseph Franz (1922)
- Confidence, regia di Harry A. Pollard (1922)
- The Bootlegger's Daughter, regia di Victor Schertzinger (1922)
- The Sin Flood, regia di Frank Lloyd (1922)
- Ridin' Wild, regia di Nat Ross (1922)
- Strangers of the Night, regia di Fred Niblo (1923)
- Lucretia Lombard, regia di Jack Conway (1923)
- Daddies, regia di William A. Seiter (1924)
- Arizona Express, regia di Tom Buckingham (1924)
- High Speed, regia di Herbert Blaché (1924)
- More Pay - Less Work, regia di Albert Ray (1926)
- La preda azzurra (Madonna of Avenue A), regia di Michael Curtiz (1929)
- The Hottentot, regia di Roy Del Ruth (1929)
- Young as You Feel, regia di Frank Borzage (1931)
- Gangsters (The County Fair), regia di Louis King (1932)